# کورچو (استان ماسوویان)
کورچو (به لهستانی:  Korczew) یک روستا در لهستان است که در گمینا کورچو واقع شده‌است.
 کورچو  ۷۶۰ نفر جمعیت دارد.